# Високогірне (Запорізький район)
Високогі́рне — селище в Україні, в Запорізькому районі Запорізької області. Входить до складу Долинської сільської громади. Населення становить 251 осіб. До 2016 року орган місцевого самоврядування — Долинська сільська рада.

## Географія
Селище Високогірне знаходиться на відстані 2,5 км від міста Запоріжжя, за 1 км від селища Канцерівка та за 1,5 км від села Зеленопілля. Поруч проходить залізниця, станція Канцерівка за 1 км.